# متألقات صفرية
متألقات صفرية أو فصيلة بيريلامبيدي (الاسم العلمي: Perilampidae)، هي فصيلة دبابير من غشائيات الأجنحة، تتألف في الغالب من الطفيليات الفوقية. ترتبط الفصيلة ارتباطًا وثيقًا بالزنبوريات الساحرة، ويبدو أن الزنبوريات الساحرة قد تطورت من داخل المتألقات الصفرية، مما يجعل الفصيلة شبه خاملة (إذا دُمجت الفصيلتان في المستقبل، فإن الاسم ذو الأولوية هو الزنبوريات الساحرة "Eucharitidae"). تم وصف 15 جنسًا و270 نوعًا على الأقل في جميع أنحاء العالم.

## الأنواع
تنتمي هذه الأجناس الـ 17 إلى فصيلة المتألقات الصفرية:
- Aperilampus Walker, 1871 c g
- Austrotoxeuma Girault, 1929 c g
- Brachyelatus Hoffer & Novicky, 1954 c g
- Burksilampus Boucek, 1978 c g
- Chrysolampus Spinola, 1811 c g
- Chrysomalla Forster, 1859 c g
- Elatomorpha Zerova, 1970 c g
- Euperilampus Walker, 1871 c g b
- Jambiya Heraty & Darling[4]
- Krombeinius Boucek, 1978 c g
- Monacon Waterston, 1922 c g
- Parelatus Girault, 1916 c g
- Perilampus Latreille, 1809 i c g b

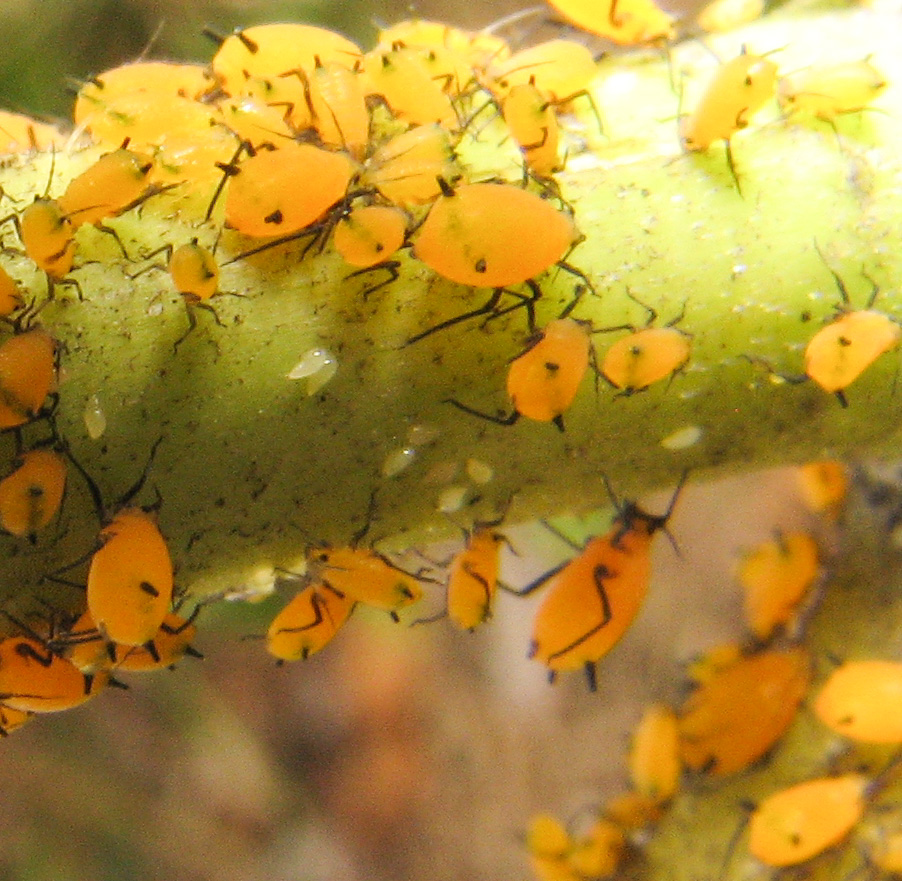
Perilampidae larvae surrounded by Aphis nerii on Asclepias syriaca

- Philomides Haliday, 1862 c g
- Sericops Kriechbaumer, 1894 c g
- Sinoperilampites Hong, 2002 g
- Steffanolampus Peck, 1974 c g

Data sources: i = ITIS, c = Catalogue of Life, g = GBIF, b = Bugguide.net

## روابط خارجية
- Universal Chalcidoidea Database
- Immature States